# Friedrich Karl Rumpf
Friedrich Karl Rumpf (*  16. September 1772 in Oberroßbach (Haiger); † 7. Oktober 1824 in Gießen) war ein deutscher Literaturwissenschaftler, Rhetoriker, evangelischer Theologe und Altphilologe.

## Vorfahren
Die Familie Rumpf ist seit der Reformation evangelisch. Zu den Vorfahren gehören etliche Pfarrer in Oberhessen, besonders im Raum Butzbach, wo der Stammbaum bis 1480 zurückzuverfolgen ist. 

## Leben
Friedrich Karl Rumpf war der jüngste Sohn des zweiten Pfarrers in Oberroßbach Johann Georg Friedrich Rumpf (1729–1774) und dessen Frau Susanne Marie, einer Tochter des Pfarrers Seiler in Schwalheim bei Friedberg. Der Bamberger Apotheker und Professor der Chemie Ernst Friedrich Felix Rumpf war ein älterer Bruder. Der Chemiker und Mineraloge Ludwig Rumpf war sein Neffe. Friedrich Karl Rumpf hatte bis zu seinem vierzehnten Lebensjahr die Knabenschule seines Heimatortes besucht. 1786 wurde er Schüler des städtischen Gymnasiums in Frankfurt am Main, wo ihn sein ältester Bruder Ludwig Daniel Philipp Rumpf (* 18. November 1762), der dort als Tapezierer arbeitete, aufnahm und unterstützte. Während jener Zeit hatte vor allem Christian Julius Wilhelm Mosche einen großen Einfluss auf ihn ausgeübt, der ihn mit den griechischen und römischen Klassikern vertraut machte. 1789 betätigte er sich als Privatlehrer, womit er sich einen finanziellen Grundstock schaffte, um 1794 als Zweiundzwanzigjähriger ein Studium der Theologie an der Universität Tübingen in Angriff zu nehmen.
In Tübingen hatte er die Vorlesungen von Gottlob Christian Storr, Christian Friedrich Schnurrer, Johann Friedrich Flatt, Johann Friedrich Gaab, Christian Friedrich Rösler und Jakob Friedrich Abel besucht. 1796 wechselte er an die Universität Gießen, wo er die Vorlesungen von Johann Christoph Schulz (1747–1806), Georg Wilhelm Ludwig Bechtold (1732–1805), Wilhelm Friedrich Hezel, und Karl Christian Palmer hörte. Vermutlich nötigten ihn finanzielle Gegebenheiten, 1797 eine Hauslehrerstelle in Frankfurt am Main anzunehmen. 

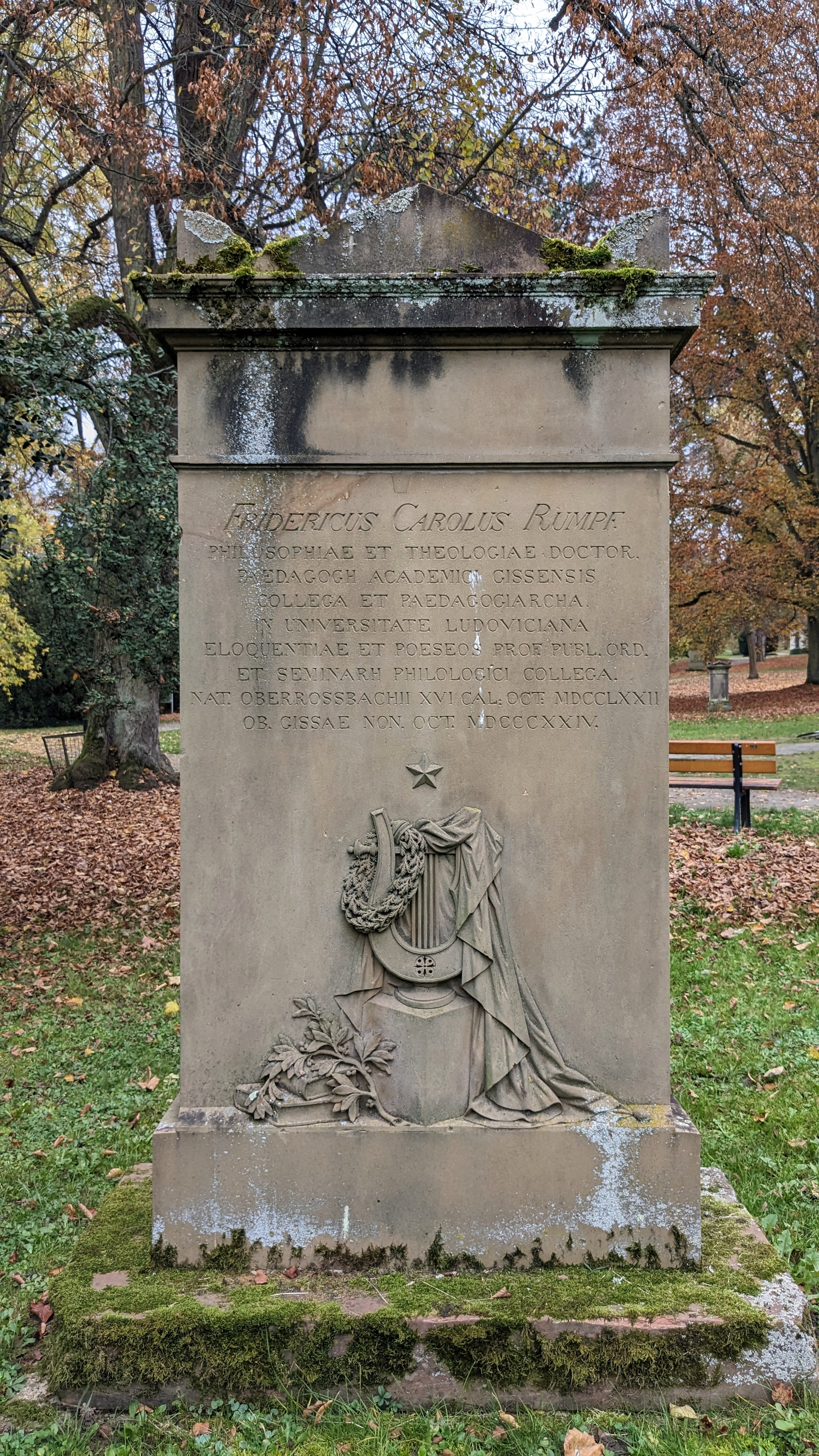
Friedrich Karl Rumpfs Grabmal auf dem Alten Friedhof in Gießen

Da in Gießen am Landgraf-Ludwigs-Gymnasium eine Lehrerstelle frei geworden war, wechselte Rumpf im Folgejahr dorthin und besetzte zunächst die vierte Lehrerstelle. Innerhalb von fünf Jahren stieg er zur ersten Lehrerstelle auf. An der Universität Gießen wurde er parallel dazu am 11. August 1800 zum Doktor der Philosophie promoviert, wurde 1803 Kustos an der Universitätsbibliothek Gießen, hielt ab 1805 als Privatdozent Vorlesungen an der Theologischen Fakultät und wurde hier am 9. Juli 1806 außerordentlicher Professor der Theologie. Seine Vorlesungen erstreckten sich über Dogmatik, hebräische Sprache, die Psalmen des Hiob sowie über die Paulinschen und katholischen Briefe.
1809 hielt er außerdem Vorlesungen über Stücke des Aischylos und Sophokles, über Theokrits Idyllen, über Demosthenes’ Reden, über Werke von Xenophon und Dionysios von Halikarnassos, weiter über die Satiren und Briefe des Horaz, Vergils Eklogen, Senecas Briefe, über Tacitus, über Quintilian und die römischen Altertümer.  Bald erhielten seine Studien jedoch eine andere Richtung, da ihm am 12. Januar 1809 die ordentliche Professur der Rhetorik und Dichtkunst an der philosophischen Fakultät übertragen wurde. Seiner Bitte folgend wurde er im März 1812 zweiter Lehrer am philosophischen Seminar, wobei er sich immer mehr der Literatur der griechischen und römischen Klassiker widmete.
Die Wirkungen des Befreiungskrieges gingen auch an ihm nicht vorüber. Viele Studenten beteiligten sich an diesem, so dass für Rumpf Einnahmen verloren gingen. Man versuchte die Tendenz zu kompensieren. So wurde er 1815 Ephorus der Stipendiaten, wurde wegen einer Abwerbung aus Frankfurt am Main 1818 zweiter Pädagogiarch und erhielt damit verbunden eine Gehaltsaufbesserung. Am 24. Februar 1821 stieg er in dieser Eigenschaft zum ersten Pädagogiarch auf. Rumpf hatte sich auch an den organisatorischen Aufgaben der Gießener Hochschule beteiligt. Er war Dekan der philosophischen Fakultät und 1818/19 Rektor der Alma Mater. Als Leiter des philologischen Seminars unterstützte er besonders die Ausbildung auf dem Gebiet der lateinischen Sprache. Zurückgekehrt von einer Ferienreise, war er an einem Blutauswurf und Lungenschlag erkrankt, worauf er sein Bewusstsein verlor und verstarb.

## Familie
Aus seiner am 11. Juli 1805 in Frankfurt am Main geschlossenen Ehe mit Christine Margarethe Fresenius (* 8. Juni 1782 in Frankfurt in Homburg vor der Höhe; † 23. April 1873 in Gießen), die Tochter des Konsistorialrates, Oberpfarrers und Rektor des Waisenhauses Ludwig Friedrich Wilhelm Fresenius in Bad Homburg vor der Höhe und dessen Frau Dorothea Sophia Fischer, die Tochter des Frankfurter Handelsmannes Karl Fischer, sind acht Kinder entsprossen. Durch frühen Tod verlor er drei Söhne und eine Tochter. Von den Kindern kennt man:
- Sohn Ludwig Daniel Philipp Rumpf (* 12. Juli 1806 in Gießen; † 25. März 1808 ebenda)
- Tochter Maria Sophie Karoline Rumpf (* 26. März 1808 in Gießen; † 12. Dezember 1809 ebenda)
- Sohn Ernst Friedrich Rumpf (* 26. Dezember 1809 in Gießen; † 27. Januar 1810 ebenda)
- Sohn Remigus Ernst Friedrich Karl Rumpf (* 30. September 1811 in Gießen; † 6. Januar 1893 in Frankfurt am Main) Dr. jur., Rechtskonsulent in Frankfurt/M., ⚭ 27. Januar 1844 in Frankfurt am Main mit Luise Gertrude Finger (* 26. November 1823 in Frankfurt am Main; † 25. Juni 1873 ebenda)
- Sohn Jakob Heinrich Samuel Rumpf (* 26. Dezember 1813 in Gießen; † 22. Januar 1889 in Frankfurt am Main) war ein deutscher Pädagoge und  Philologe
- Sohn Remingus Wilhelm Rumpf (* 25. Oktober 1815 in Gießen; † 19. August 1816 ebenda)
- Tochter Marie Luise Gertrud Charlotte Rumpf (* 27. August 1819 in Gießen; † 23. April 1873 in Illenau/Baden) ⚭ 21. September 1845 in Gießen mit dem geheimen Hofrat und Chemiker in Wiesbaden Carl Remigius Fresenius.
- Sohn Wilhelm Christian Heinrich Ludwig Rumpf (* 2. Juli 1822 in Gießen; † 23. Juni 1885 in Gießen), Philologe und Bibliothekar (Kustos der Universitätsbibliothek)

Friedrich Karl Rumpf war seit 1810 Mitglied der Frankfurter Freimaurerloge Zur Einigkeit, ebenso wie sein Bruder Ludwig Daniel Philipp Rumpf (aufgenommen 1802) und dessen Sohn, der Frankfurter Architekt Friedrich Rumpf, der 1815 aufgenommen worden ist.

## Werke (Auswahl)
Rumpf, der vor allem in der praktischen Hochschularbeit engagiert war, ist als Autor nur sehr wenig in Erscheinung getreten. Er hat zwar hier und dort wissenschaftliche Abhandlungen in Fachjournalen veröffentlicht, ohne jedoch besonders hervorzutreten. Von seinen Schriften sind bekannt:
- Beitrag zu Beantwortung der Frage : wie kann dem Unterricht der fremden Sprachen das Selbstdenken befördert werden. Gießen 1798
- De Psalmi CXXXIX titulo et argumento. Gießen 1800
- Abhandlung, veranlasst durch eine Totenfeier in der Loge Frankfurt a. M. (Über die Vorstellungen der Alten von Tode). Frankfurt 1803
- Einige Bemerkungen über die Prüfung  der intellektuellen und sittlichen Anlagen der Jugend, welche in den öffentlichen Schulen Statt finden kann. Gießen 1803
- Übersetzung der Propheten Rahum. 1808
- Uebersicht der gegenwertigen Einrichtung des Pädagogiums zu Gießen. Gießen 1809
- Observationes in Ciceronis orationum pro Caecina loca quaedam difficiliora. Gießen 1810
- Observationum in Ciceronis pro L. Corn. Balbo orationum spicilegium. Gießen 1814
- De Charidemo Orita. Gießen 1815
- Das Leben des Agricola von Caj. Cornel. Tacitus. Gießen 1821